# Dawson's Creek
Dawson's Creek (Amigos y Amantes en Cuba, Amores Juveniles en Ecuador y Dawson crece en España) es una serie de televisión de drama adolescente estadounidense sobre la vida de un grupo de amigos que comienza en la escuela secundaria y continúa en la universidad desde 1998 hasta 2003. Está protagonizada por James van der Beek como Dawson Leery, Katie Holmes como Joey Potter, Joshua Jackson como Pacey Witter, y Michelle Williams como Jen Lindley, en la ciudad ficticia de  Capeside, Massachusetts. Creada por Kevin Williamson y producida por Columbia TriStar Television (renombrado  Sony Pictures Television antes de la sexta y última temporada), fue filmada en  Wilmington (Carolina del Norte), y debutó en The WB el 20 de enero de 1998.
Fue parte de una nueva moda de películas y programas de televisión para adolescentes en Estados Unidos a fines de la década de 1990 que catapultó a sus protagonistas al estrellato y se convirtió en una serie definitoria para The WB. Se posicionó en el puesto n.º 90 en Entertainment Weekly en la lista de «New TV Classics» en 2007. La serie terminó el 14 de mayo de 2003. Durante el curso de la serie, 128 episodios de Dawson's Creek se transmitieron durante seis temporadas.

## Elenco y personajes
| Actor                  | Personaje           | Temporadas | Temporadas | Temporadas | Temporadas | Temporadas | Temporadas |
| Actor                  | Personaje           | 1          | 2          | 3          | 4          | 5          | 6          |
| ---------------------- | ------------------- | ---------- | ---------- | ---------- | ---------- | ---------- | ---------- |
| Personajes Principales |                     |            |            |            |            |            |            |
| James Van Der Beek     | Dawson Leery        | Principal  | Principal  | Principal  | Principal  | Principal  | Principal  |
| Katie Holmes           | Joey Potter         | Principal  | Principal  | Principal  | Principal  | Principal  | Principal  |
| Michelle Williams      | Jen Lindley         | Principal  | Principal  | Principal  | Principal  | Principal  | Principal  |
| Joshua Jackson         | Pacey Witter        | Principal  | Principal  | Principal  | Principal  | Principal  | Principal  |
| Mary-Margaret Humes    | Gail Leery          | Principal  | Principal  | Principal  | Principal  | Recurrente | Recurrente |
| John Wesley Shipp      | Mitch Leery         | Principal  | Principal  | Principal  | Principal  | Invitado   |            |
| Mary Beth Peil         | Evelyn "Grams" Ryan | Principal  | Principal  | Principal  | Principal  | Principal  | Principal  |
| Nina Repeta            | Bessie Potter       | Principal  | Principal  | Principal  | Principal  | Recurrente | Recurrente |
| Kerr Smith             | Jack McPhee         |            | Recurrente | Principal  | Principal  | Principal  | Principal  |
| Meredith Monroe        | Andie McPhee        |            | Recurrente | Principal  | Principal  |            |            |
| Busy Philipps          | Audrey Liddell      |            |            |            |            | Recurrente | Principal  |

## Temporadas

### Temporada 1
Dawson Leery es un joven de 15 años, que vive obsesionado con ser director de cine, como su ídolo Steven Spielberg.
Dawson vive con sus padres, Mitch (profesor de secundaria) y Gale (presentadora de televisión), quien, al ser infiel a su marido, provoca la separación. La historia de sus vidas se desarrolla en un pequeño pueblo ficticio de Massachusetts llamado Capeside.
Su mejor amigo, Pacey Witter, es un chico como cualquier otro: las chicas no le hacen caso, no saca muy buenas notas, pero aun así no pierde el sentido del humor, ni la esperanza. Tendrá una relación amorosa con su profesora del instituto.
A estos se les une Joey Potter, una chica con un gran sentido de la responsabilidad. Joey es la mejor amiga de Dawson desde la infancia. Cuando se siente sola toma su pequeña barca y rema río abajo hasta llegar a la casa de Dawson, para poder entrar a su habitación a través de la ventana. Pero los sentimientos de Joey hacia Dawson han cambiado al llegar a la adolescencia. La amistad que antes sentía se ha convertido en amor. Dawson no siente lo mismo, puesto que lo único que le interesa es el cine. 
Pero todo eso cambia cuando una chica nueva llega a la ciudad, revolucionando la vida de sus habitantes. Jen Lindley viene desde Nueva York, según ella, para que pueda ayudar a su abuela a cuidar de su abuelo enfermo. En realidad, sus padres la 'castigaron', recluyéndola en este pequeño pueblo, del cual era originaria su madre. Con la llegada de Jen, esta se convierte en la principal obsesión de Dawson, quien de inmediato la asigna el papel protagonista del cortometraje que está realizando, reemplazando a Joey en el papel principal. Esto crea una gran rivalidad entre Joey y Jen. Cerca de finalizar la primera temporada, Joey tiene la ocasión de ir a Francia por un año, mientras que Dawson comienza a verla como mujer por un concurso de belleza. Joey visita a su papá en la prisión; y el abuelo de Jen sale de su coma. 
La temporada consta de 13 capítulos.

### Temporada 2
En la segunda temporada, Dawson y Joey interpretan sus nuevas sensaciones e inseguridades y Jen se ocupa de la muerte de su abuelo.
La nueva relación de Dawson con Joey lo conduce a olvidarse del cumpleaños de Pacey. Jen se aprovecha de un proyecto de economía para seducir a Dawson, ya que le tocó hacerlo con él. Mientras tanto, Pacey conoce a Andie McPhee, una chica muy inteligente y segura de sí misma, con la cual comienza una relación; que termina complicándose con los problemas psicológicos de su madre, los cuales ella oculta.
Andie tiene un hermano, Jack, un chico tímido e inseguro, que comienza a trabajar en “ICE HOUSE” junto a Joey.
Mitch, tras el engaño de Gale, le sugiere una relación más abierta.
La vuelta de Sra. Jacobs hace que en Pacey se despierten viejos sentimientos.
La primera cita de Pacey y Andie va mal ya que la velada no resulta como ella lo había planeado. Joey y Jack comparten un beso bajo la luna llena, Dawson se entera de esto en el baile escolar y su relación con Joey termina. La relación entre Dawson y Joey se complica más cuando el grupo de amigos se reúne a estudiar para un examen muy importante y durante esta reunión, Andie se entera de lo que pasó con Pacey y la Sra. Jacobs y Jen se relaciona con Chris Wolfe.
Jen ayuda a Dawson, y Pacey apoya a Andie con su madre. Abby intenta manchar la reputación de Andie en las elecciones para presidente del cuerpo estudiantil. Joey deja a Jack ser su modelo para un dibujo y extrañamente comienzan una relación, mientras tanto Dawson le dice a Jen que solo la quiere como amiga.
Abby intenta solucionar un misterio sobre quién escribió una nota que habla de sexo y hace que el grupo de amigos coincidan en una clase a solas. Dawson, Pacey y sus padres salen de Capeside para un viaje de pesca mientras que Jen, Joey, Andie y Abby son entrevistadas por Gale para una historia sobre chicas adolescentes actuales.
Dawson comienza la grabación de su nuevo corto con el dinero del premio del festival que ganó. Después de muchos problemas logra encontrar a la persona que hará el papel principal. Jack no puede negar los rumores sobre su sexualidad y habla con Joey. Andie y Dawson se emborrachan en el 16 cumpleaños de él; y las cosas no salen muy bien. Dawson comienza a perder confianza en sí mismo y en su trabajo cuando su profesora de cine hace una crítica muy dura sobre su película.
Una boda en Capeside pone a Dawson y a Joey juntos otra vez, mientras que la noche de Jen y de Abby termina en tragedia, todos tienen una mezcla de sentimientos, especialmente Jen y Andie, que tiene que dar un pequeño discurso. Andie se colapsa emocionalmente, mientras Dawson, Joey y Jen intentan juntar a Gale y Mitch. Dawson descubre algo sobre el papá de Joey después de que saliera de prisión. Tras el colapso emocional de Andie, Pacey intenta mantenerla en Capeside después de la idea de su padre de que ella necesita atención médica constante; al final ella decide no quedarse y Jack se muda con Jen. En el segundo final de temporada, un incendio mortal en “ICE HOUSE” conduce a que se sepa la verdad sobre el Sr. Potter. Joey delata a su padre y termina su relación con Dawson.

### Temporada 3
En la tercera temporada, el año escolar comienza muy tenso: no se sabe en que punto se encuentra la relación de Joey y Dawson. Dawson conoce a la nueva chica en la ciudad, Eva; Jen se presenta para animadora y Andie vuelve a Capeside, y su relación con Pacey continúa; pero no dura mucho.
Dawson comienza una nueva relación con Eva mientras Jack entra en el equipo de fútbol americano y Jen se convierte en líder de las animadoras.
El regalo de Eva causa conmoción cuando ella le da a Dawson las respuestas del examen PSAT, pero alguien se lo roba.
Mitch se opone a que Dawson haga un documental sobre Jack. Andie siente culpa por haber robado las respuestas del examen PSAT. Los intentos de Jack para que Jen se relacione con Henry Parker fracasan, mientras que Dawson averigua mucho sobre la misteriosa Eva. Jen asiste a la gala anual de la reina de Capeside, mientras que Joey y Pacey rescatan a Andie de Rob, ya que este intenta abusar de ella. Dawson, Joey, Pacey y Jen van a la isla de las brujas para que Dawson filme un proyecto escolar.
El Día de Acción de Gracias llegó y Jen recibe la inesperada visita de su madre; Dawson intenta enfrentar a la madre de Jen para hablar de Eva. Todo cambia, especialmente cuando Pacey y Jen tienen relaciones sexuales sin sentimientos. El grupo de amigos sale de Capeside para comprobar como es la vida universitaria, en Boston.
Pacey es el nuevo protagonista de la obra escolar, Andie es la ayudante del director; pero al final termina siendo ella la directora. Jack conoce a Ethan, un joven gay muy apuesto, mientras Jen y Henry se relacionan más. El grupo de amigos y sus familias ayudan a Bessie y Joey con el B&B, una casa de hospedaje, en la cual Joey y su hermana invirtieron todos sus ahorros; mientras tanto, Jack decide volver a su casa por pedido de su hermana.
A.J., el chico que Joey conoció en Boston, la visita. Mientras, Dawson decide dejar sus clases de cine. Los chicos van a una fiesta de San Valentín ilegal y la cosas no salen bien. Joey pinta un mural en la escuela a modo de homenaje y es destrozado por un estudiante. Joey intenta que el Sr. Green, el director, no sea despedido después de que expulsara al estudiante que desfiguró el mural que ella había pintado.
A Pacey le asignan un “hermano pequeño” mientras que Joey se siente como “Cenicienta” cuando la visita A.J.
Jack hace frente a su padre y este le dice que quiere ser parte de su vida; mientras, Pacey se preocupa por su amistad con Dawson, después de sus sentimientos hacia Joey.
Los amigos hacen un viaje a la casa de la tía de Dawson y ese se convierte en el día más largo para Joey y Pacey, que no saben cómo decirle a Dawson sobre la nueva relación. Dawson y Pacey se enfrentan en la regata de Capeside: Pacey con su velero “True Love” y Dawson con el barco del Sr. McPhee.
Dawson planea un “Anti-Prom” (un baile alternativo al de promoción), mientras que la relación de Jack y Ethan se complica; además la tensión entre los amigos llega a ser muy alta.
En el final de la tercera temporada, Pacey decide hacer un viaje en “True Love”. Los padres da Dawson vuelven a contraer matrimonio. Jen la confiesa su amor a Henry y Jack trata de hacer lo mismo con Ethan, pero este ha vuelto con su ex y esto lo destroza; mientras tanto en la boda de los Leery, Pacey llega para despedirse de Joey y Dawson le dice que no volverán a ser amigos.
El Sr. McPhee al ver hundido a su hijo trata de consolarlo; y quiere compartir su sufrimiento. Tras el brindis, Dawson le dice a Joey que se marche, el año pasado ya la retuvo para que no se fuera a estudiar a París y no quiere volver a impedir que realice sus deseos, y ella le pide que no deje morir la amistad que tienen. Jen ha visto salir a Joey corriendo y se imagina lo que ha ocurrido, llama a Andie y a Jack para reunirse con Dawson y no dejarlo solo en estos momentos tan duros, en el que el amor de su vida se va con otro. Pacey está a punto de zarpar en su barco, Joey llega a tiempo, y el viaje comienza.

### Temporada 4
En la cuarta temporada, regresan Joey y Pacey de su viaje en el barco “True Love” y deben enfrentarse a las nuevas curiosidades de sus amigos; Pacey debe enfrentar la tensa relación con su ahora ex-mejor amigo, Dawson, además de que quizás no se pueda graduar y el regreso de su hermana Gretchen.
Jen por su parte debe superar la partida de Henry y además él rompe con ella, cuando este le manda un correo electrónico a Jack, y este último debe decírselo.
Cuando Pacey y Jen están a bordo del “True Love”, comienza a generarse una tormenta e irónicamente Dawson es el único que puede salvarlos, ya que conoce muy bien a Pacey.
Las clases comienzan y los chicos deben soportar la presión de la elección de universidades y de llenar solicitudes a las mismas. Por otro lado, los problemas emocionales de Andie aparecen durante una entrevista de la universidad con Ms. Valentine, que se convierte en la persona perfecta para tenerla cerca en una crisis. Jen se encuentra con uno de sus amigos problemáticos de Nueva York, Drue Valentine. 
Dawson y su padre se enteran de que Gale está embarazada, pero está preocupada. Dawson se entera de que sus padres planean no tener al bebé. Sintiéndose herido y confundido, Dawson le confía a Gretchen la situación familiar, pero la chica parece estar incómoda hablando de ese tema. Joey no quiere arriesgarse a pasar por la misma situación y decide visitar al ginecólogo para prevenir e informarse de la seguridad en las relaciones sexuales. Bessie llega a la errónea conclusión que Joey esconde algo.
Andie toma una mala decisión justo horas después de enterarse de que fue aceptada en la Universidad de Harvard; no se siente completamente feliz, los antidepresivos parecen no ser la solución para organizar sus sentimientos. Las consecuencias sobre su abuso y la mezcla con otras pastillas durante una fiesta ponen en peligro a la chica y aplaza su regreso a la escuela hasta su recuperación. A Joey parece no importarle, ella está demasiado preocupada con el problema de tener que decidir a quién describe como "la persona que mejor me conoce", un ensayo que debe adjuntar con la solicitud de la universidad. Elegir entre los dos hombres de su vida, quizás ninguno de ellos sea la persona correcta.
Mientras, Jen se nota extraña, piensa que nadie la conoce, llega a sentirse marginada incluso entre sus amigos más íntimos, sobre todo con Jack, que la considera culpable de lo que pasó con Andie por ser la responsable de la fiesta. Finalmente, el Sr. McPhee decide enviar a Andie al extranjero con unos parientes, la chica pasará bastante tiempo sin volver a Capeside. El grupo de amigos ha quedado muy dañado y deberán buscar nuevos caminos que los reúna de nuevo, pero las pruebas no serán fáciles.
Jack, Dawson y Pacey son los sospechosos de una broma muy pesada; son libres de toda culpa y quien termina siendo culpable es Drue. Pacey acompaña a Joey a la fiesta de estudiantes aspirantes a entrar en la Universidad Worthington; ella tiene miedo de no encajar entre la gente, pero Pacey la ayudara. Dawson y Gretchen comparten un beso en la fiesta anual de Navidad. Jen lleva a Jack a la "Coalición Gay-Hetero"; todos comienzan a preguntarse qué hay entre Dawson y Gretchen. Dawson revela que él ama a Gretchen. 
Joey realiza una fiesta de cumpleaños para Pacey, en la casa de sus padres, pero él es quien está menos emocionado. Dawson comienza una relación con Gretchen. Jen y Jack se acercan más de lo debido en el viaje del último año, mientras que Joey y Pacey tienen relaciones. Dawson se entera de que es el heredero del Sr. Brooks después de que él muera. Dawson pasa con Gretchen la noche más torpe de su vida. Pacey se alegra al saber que Joey mintió a Dawson en la respuesta de la pregunta que le hizo sobre si pasó algo entre los dos durante la excursión.
Joey recibe buenas noticias de la universidad a la que deseaba ir, ha sido aceptada. Pero su alegría dura poco ya que la beca no se la han dado. Dawson le ofrece el dinero de la herencia que le dejó el Sr. Brooks para que pueda pagar los estudios, por lo que Joey se siente culpable y decide explicar a Dawson lo que ocurrió realmente con Pacey. El sueño de Joey de ir a la universidad puede truncarse.
Mientras tanto, Jen y Jack tienen varias opciones para elegir universidad. Jack está convencido de que Nueva York es el lugar al que irán, pero Jen no se ve preparada para regresar a la Gran Manzana. Una sesión de terapia obliga a Jen a enfrentarse a su pasado, y busca a Drue para hablar de la última noche en Nueva York. Joey y Jen realizan un viaje a Nueva York, en donde Jen enfrenta a su padre; y le cuenta algo que vio hace tiempo.
Gretchen y Dawson realizan un improvisado viaje, pero lo que comienza como una diversión se acaba convirtiendo en un cúmulo de desastres. En Capeside, Pacey y Drue son los únicos alumnos que han quedado en la escuela, aburridos, deciden hacer algo divertido, al estilo de Drue, metiendo a Pacey en serios problemas con la policía. Como Gale está a punto de tener a su bebé, las chicas deciden hacer una pequeña fiesta pero esto hace pensar a Joey en la posibilidad que ella pudiera estar embarazada, preocupándose aún más al no encontrar a Pacey en ningún sitio; pero al final solo es una falsa alarma. 
Dawson espera entusiasmado la llegada de su hermanita y Gretchen se plantea su futuro cuando considera un posible trabajo fuera de la ciudad. Mientras tanto, Jack afronta una situación inesperada cuando encuentra a Tobey, el chico que conoció en la reunión que fue con Jen, golpeado. Al final Gale da a luz.
Mientras todos se preparan para la fiesta de graduación, algunas malas noticias hacen que Gretchen reflexione sobre su vida. Joey está preocupada por el comportamiento que últimamente tiene Pacey. Mientras tanto, Jen y Jack se meten en las vidas de los otros provocando curiosas citas para la fiesta; Jen y Drue, Jack y Tobey. Durante la velada, que se celebra en un barco, Joey y Pacey se plantean las dudas y preocupaciones que les afectan directamente y Gretchen se cuestiona su relación con Dawson, las dos parejas terminan mal. Por otro lado, Jack se relaciona más con Tobey y comparten un beso, mientras que Jen se siente bien con Drue.
Pacey consigue una oferta del decano de la escuela de Joey, de ir a trabajar en un barco durante el verano y eso lo desilusiona; Dawson está listo para decir adiós a Gretchen; Jen intenta convencer a la abuela de que se mude a Boston con ella y Jack.
Para la ceremonia de graduación, Joey es la encargada de preparar el discurso de despedida y Dawson la ayuda a encontrar algo de "inspiración" con la carta que la madre de Joey le dejó para ser leída cuando esta se graduara. Pacey se pregunta si conseguirá aprobar el curso para poder graduarse con los demás y está preocupado por su examen final. Mientras tanto, Andie McPhee ha vuelto a Capeside para asistir a la importante ceremonia. Al llegar, se sorprende cuando Jack la presenta a su novio, Tobey. Por otro lado, Drue convence a Jen para ayudarle a preparar una broma. Al final Pacey puede graduarse y tomar el trabajo de verano. En el final de la cuarta temporada, los amigos deciden pasar su última noche en Capeside; mientras que Pacey esta en su trabajo de verano. Dawson ha aceptado el programa de verano de la universidad USC.
Al final, Dawson y Joey recuerdan el pasado estando en el cuarto de él.

### Temporada 5
Las cosas entre Dawson, Joey, Jen, Jack y Pacey siguen sin resolverse. El viaje de Dawson a Boston es socavado por un mensaje telefónico severo de Joey. Dawson encuentra que su papá no apoyará su decisión para dejar la escuela de cine. Joey descubre a Pacey en Boston.
Mientras que Dawson adquiere la responsabilidad de sostener a su familia tras la muerte de su padre, sus amigos buscan maneras que pueden ayudar para facilitar el dolor. Joey se prepara ansiosamente para una visita de Dawson, mientras que fuerzan a Jack a elegir entre sus hermanos de la fraternidad y Tobey.
Mientras, en Boston, Dawson va a ver a un psiquiatra sobre sus ataques de ansiedad, y encuentra que las vidas de sus amigos también están agitadas. Joey busca la confianza en sí misma para expresar sus opciones, mientras que Pacey descubre la verdad detrás del asunto de Danny. Después Joey y Audrey asisten con Jack y sus amigos a una fiesta formal de la fraternidad, y Dawson invita a Jen a que lo acompañe el fin de semana en un festival de New Hampshire.
Joey, Pacey y Jack comparten algunas historias de miedo después de mirar una película decepcionante de horror. De vuelta al hogar, Dawson y Jen llegan a una inesperada cena en donde su nueva relación se revela repentinamente. Joey, divertida, y Charlie se besan después de una noche de celebraciones, mientras que Pacey se encuentra con Audrey.
Jack se muda a la casa de la fraternidad; Dawson y Jen descubren que el vivir juntos, no es tan divertido como ella había esperado. Dawson comienza su primer día en la escuela de la cine, mientras que Jack termina peleando con sus hermanos de la fraternidad después de algunas copas. Dawson encuentra problemas mientras dirige la película de Oliver. Jack se muda de la fraternidad después de una discusión con Eric.
Después de ser asaltada a punta de pistola, llevan a Joey al hospital. Más adelante, la fuerzan a tomar una decisión cuando oye hablar de la muerte de su asaltante. Tientan a Jen y Audrey a una infidelidad en sus nuevas relaciones después de entrevistarse con un par de músicos lindos, mientras que Jack lleva a Pacey a un bar gay.
Charlie le pide a Joey que cante con su banda, mientras que Jen le confiesa a Jack que desea romper con Dawson. Dawson termina la filmación de su película, mientras que Pacey confiesa su amor a Audrey. Todos los amigos terminan en Miami, en donde Joey y Charlie pasan la noche juntos. Mientras se da una reunión de Dawson y Oliver con un agente en Nueva York, a la banda de Charlie le ofrecen hacer una gira.
Charlie le pide a Joey que viaje con él, pero ella le dice que no, porque tiene sus estudios. Entonces Charlie decide quedarse pero Joey, no está de acuerdo y no sabe cómo decírselo. Joey, Audrey y Pacey van a ver cantar a Charlie, y Joey intenta decirle a Charlie que se tiene que ir de gira pero sin ella; y Audrey, intentando ayudar a Joey, miente armando una escena en donde dice que ella sigue teniendo una relación con Pacey. Al final, Joey le confiesa a Charlie que lo que dijo Audrey es mentira y que lo dijo porque él no debería abandonar sus sueños para quedarse con ella.
La relación de Pacey y Audrey está en peligro después de que él luche contra su atracción por las mujeres mayores. Mientras tanto, Dawson duerme con Amy Lloyd, el crítico de la película que realizó con Oliver.
Vuelven a Capeside, Dawson, Joey y Audrey. Dawson, finalmente visita el sepulcro de su padre. Mientras que el verano se acerca, Dawson se prepara para viajar hacia L.A. con Audrey, mientras que Jack y Jen preparan sus vacaciones a Costa Rica. Con la perspectiva de pasar el verano en Capeside, Joey y Pacey toman una decisión de última hora que cambia todo.

### Temporada 6
Después de un verano largo, Joey y Dawson finalmente se juntan y después de muchos años, algo especial sucede la noche del cumpleaños de Joey; pero todo resulta ser en un mal momento. Joey descubre que Dawson tenía a una persona en L.A. Pacey consigue un nuevo trabajo y junto con Jack alquilan un apartamento.
Joey escribe un correo electrónico a Dawson que accidentalmente envía a todos los estudiantes de Worthington. Mientras tanto, Pacey aprende que su nuevo trabajo no va a ser fácil. Audrey encuentra que Pacey le mintió sobre su trabajo, ya que lo encuentra saliendo de un stripclub. Dawson vive una situación torpe entre Joey y Natasha, Jack comparte tiempo con el profesor Freeman y desarrolla algo hacia él.
El pensamiento rápido de Dawson ayuda el día en que un productor llega en la filmación de la película. La productora, está determinada a cerrar la producción. Audrey se alista para formar parte de la Banda de Emma. Joey descubre que Eddie no es realmente un estudiante en Worthington.
Audrey oye por casualidad que Pacey habla con su compañero de cuarto sobre su relación con ella y decide romper con él. Mientras tanto, Dawson es frecuentado por la aparición de una actriz muerta en el set de la película.
Mientras que Pacey está en Nueva Orleans en un “viaje de negocios”, Audrey está pasando un mal momento para superar la depresión y solo consigue terminar borracha, hasta que toca fondo. Joey decide que es hora de comenzar a buscar algo con Eddie, y Jack tiene un encuentro el con profesor Freeman.
Gracias a Dawson, todos se reúnen en un concierto de No Doubt. Pacey descubre que Audrey durmió con CJ.
Dawson descubre su lado celoso cuando Natasha debe trabajar con un actor de prestigio. Joey pasa la noche en casa de Eddie y se presenta al examen final del profesor Hetson con poco tiempo.
Dawson y Gale invitan a todos a Capeside para la cena de Navidad en su casa, pero Audrey muy borracha se encarga de volverla una velada inolvidable y el coche de Pacey se estrella directamente en la casa de Dawson. Luego, en L.A., Dawson entra en conflicto cuando le pide el estudio que re-dirija la película, después de que Todd rechaza la oferta. Joey no ha oído de Eddie desde la Navidad y no lo encuentra en su apartamento. Pacey está pasando más tiempo con Emma.
Joey busca a Eddie en casa de su familia; ahí es donde ellos encaran sus verdaderas emociones. Audrey vuelve de L.A. y le da la bienvenida nuevamente dentro de la banda pero sopla su ocasión consiguiendo bebida antes de subir al escenario. Joey convence a Audrey de que vaya a rehabilitación y convence a Eddie de que la ayude a llevarla. Dawson ve su autoridad cuestionada cuando Natasha rechaza una escena desnuda. Jen y C.J. intentan ser cupidos al juntar al tío de C.J. con la abuela de Jen.
Mientras que Dawson visita a Audrey en rehabilitación, Pacey realiza una fiesta en su apartamento. Jen aprende más sobre su relación con C.J. y Jack se ofrece a casarse con Emma, así ella puede permanecer en el país cuando expire su visa. Después de una cena formal, Pacey y Joey terminan en el centro comercial, donde quedan atrapados toda la noche.
Mientras que Joey cuida a Harley, Pacey va a Capeside donde han hospitalizado a su padre, posponiendo su reunión con Joey. Dawson vuelve a Capeside para dar un discurso profundo en la clase de cine. Joey acuerda ser la secretaria temporal de Pacey, pero sus celos los conducen al desastre en la oficina. Dawson vende su idea para una película de la etapa de la adolescencia, pero cuando el estudio desea cambiarla a una película adolescente de sexo, él debe decidir si apegarse a este concepto o al original.
Jen descubre que la abuela tiene cáncer de pecho. Pacey acuerda salir con Joey y ser los chaperones en la escuela de Harley durante el baile. Pacey, renuente, invierte sus ahorros para el proyecto de la película de Dawson. La relación emocional y sexual de Joey con Eddie se discute durante un asesoramiento con las estrellas de “Loveline”. Jen le confía a CJ el cáncer de pecho de la abuela.
Pacey realiza la inversión de dinero de Dawson pero las acciones caen, y Pacey queda en quiebra junto a su amigo. Eddie sorprende a Joey con un viaje a Europa para el verano.
Se rompen los sueños de la película de Dawson cuando viene Pacey sin su dinero. La lucha que sobreviene conduce a las viejas heridas y tres amigos se preguntan si su amistad fue siempre igual. Cuando Dawson da por terminado su sueño de hacer su película, Joey reúne al viejo grupo de nuevo en Capeside para ayudar a Dawson en la producción. Jen, Jack, y la abuela dicen adiós y se van para Nueva York, así la abuela puede recibir un cuidado mejor para su cáncer de mama.
Tras un lapso de cinco años, el grupo se vuelve a juntar en Capeside para la nueva boda de la madre de Dawson, pero la alegría del reencuentro termina cuando descubren que Jen padece una enfermedad del corazón de la que finalmente muere. Joey elegirá entre sus dos amores de juventud. Al morir Jen, ella le dice que su deseo es que Joey por fin se decida por alguno de los dos, pero Joey le dice que nunca ha tenido duda, que siempre ha sabido a quien ama, pero que ese mismo amor la ha hecho querer huir siempre de él, y se queda con Pacey. Dawson hace su sueño realidad creando una serie de adolescentes sobre su vida y la de sus amigos. Finalmente Dawson conoce a su ídolo Steven Spielberg.

## Producción

### Concepción
Tras la venta de su guion para Wes Craven, el asistente de cine, Kevin Williamson, estaba teniendo varias reuniones con productores de cine y televisión antes de que comenzara la producción de la película slasher Scream. En lo que sería su primera reunión televisiva, Williamson conoció al ejecutivo, Paul Stupin y, cuando se le preguntó si tenía ideas para una producción de televisión, a Williamson se le ocurrió la idea de una serie para adolescentes basada en su juventud mientras crecía cerca de Carolina del Norte como aspirante a cineasta que adoraba al director Steven Spielberg. A Stupin le gustó su idea y le pidió que volviera al día siguiente y se la presentará a los estudios Columbia TriStar Television, lo que provocó que Williamson escribiera un esquema de 20 páginas para Dawson's Creek esa misma noche. Williamson definió a la serie «como Some Kind of Wonderful, mezclado con Pump Up the Volume, mezclado con James at 15, mezclado con My So-Called Life, mezclado con Little House on the Prairie», también se inspira en el drama adolescente Beverly Hills, 90210 ya que «quería que hablara con la audiencia adolescente del día».
Cuando Columbia le pidió que trasladara el proyecto a Boston, Massachusetts, se estableció en la ciudad ficticia de Capeside y se lo presentó a Fox. Sin embargo, ya tenían otra serie del mismo género Party of Five, Fox se preguntó si necesitarían otro drama adolescente, y si bien apoyaron los guiones de Williamson, finalmente no aceptaron. Sin éxito, Columbia TriStar envió sus guiones a la recién fundada cadena The WB que estaba buscando nuevas ideas para desarrollar después de estrenar la serie de drama sobrenatural Buffy the Vampire Slayer. Williamson fue a una reunión con el entonces programador en jefe, Garth Ancier y la presidenta de entretenimiento, Susanne Daniels, a quien le encantó su guion y lo recogió para la nueva alineación de la cadena el martes por la noche. Procter & Gamble Productions se unió como coproductor original de la serie, sin embargo, no tuvo interés en él tres meses antes del estreno cuando aparecieron historias impresas sobre el diálogo atrevido y las líneas argumentales arriesgadas.

### Casting
|                      |
| Van der Beek en 2013 |

|                |
| Holmes en 2009 |

|                 |
| Jackson en 2012 |

|                  |
| Williams en 2012 |

Dawson's Creek se convertiría en el responsable de lanzar las carreras de actuación de sus jóvenes protagonistas James van der Beek, Michelle Williams, Katie Holmes, y Joshua Jackson, que tenían una experiencia de actuación variable antes de ser elegidos para el elenco. Conocido por su aparición en la serie The Mighty Ducks, interpretando a un joven y aspirante a jugador de hockey, Jackson fue inicialmente considerado para el papel principal de Dawson Leery. Sin embargo, mientras Williamson «se enamoraba» de Jackson, citando su habilidad para interpretar cualquier papel durante las audiciones, sentía que la buena apariencia de Jackson no encajaría en el personaje de los favorito, el nerd y el geek de la cámara que imaginaba para el personaje principal de la serie. Después de que The WB expresara su deseo de buscar un actor diferente, Williamson decidió en cambio elegirle como el mejor amigo de Dawson, Pacey Witter. Después de ver un video de James van der Beek que su director de casting había enviado, el equipo de casting lo invitó a una audición en Los Ángeles. Un intérprete habitual del off-Broadway, van der Beek impresionó a Williams con su cualidad «cerebral e interna», citando «ese nerviosismo que lo hizo parecer como si estuviera pre-pensando y sobrepensando y sobrecompensando constantemente como si fuera inseguro. Y dijimos, «Ese es Dawson». Los actores Charlie Hunnam, Adrian Grenier, Jesse Tyler Ferguson, y Scott Speedman también hicieron una audición para el papel de Dawson, mientras que Adam Brody leyó para Pacey.
Con el papel de la mejor amiga de Dawson, Joey Potter, los directores de casting estaban buscando un personaje marimacho. Williamson y su equipo estuvieron inicialmente cerca de elegir a la actriz  Selma Blair en el papel que había audicionado «muy duro, [pero] con mucho corazón», pero cuando vieron una cinta de audición de Katie Holmes, en la que había filmado ella misma en su sótano, con su madre leyendo las líneas de Dawson. Williamson pensó que tenía exactamente el aspecto correcto para Joey, citando que «tenía esos ojos, esos ojos manchados de soledad». Él le pidió que viniera a California, pero un conflicto con ella en un horario de una obra escolar le impidió hacerlo. A su llegada a Los Ángeles, dos semanas después, pudo asegurar el papel. Williams, una regular en películas y comerciales de bajo presupuesto, impresionó a Williamson cuando audicionó con una escena sincera en la que su personaje Jen Lindely entra y ve a su abuelo acostado en la cama, transformándose a sí misma «en esta quebrada niña que solo necesitaba ser reparada». Katherine Heigl también fue una de las actrices que audicionaron para el papel de Jen después de que Steve Miner, quien dirigió el episodio piloto de la serie y la película de Heigl de 1994 My Father the Hero, trajo a la joven actriz.

### Equipo de producción
Toda la primera temporada, trece episodios, fue filmada antes de que se emitiera el primer episodio. Después del final de la segunda temporada, Williamson dejó la serie para centrarse en  Wasteland, un nuevo show para ABC, pero volvió a escribir el final de la serie de dos horas.

## Recepción

### Recepción crítica
Dawson's Creek generó una gran cantidad de publicidad antes de su debut, con varios críticos de televisión y grupos de vigilancia de los consumidores que expresaron su preocupación por sus tramas y diálogo anticipados y «adulto». La controversia alejó a una de las productoras originales del proyecto.
John Kiesewetter, columnista de televisión de The Cincinnati Enquirer escribió, «Por mucho que me guste la serie—los niños geniales, el encantador entorno de New England, y la impresionante cinematografía—no puedo dejar de lado la preocupación consumista por el sexo, el sexo y el sexo». En su defensa, Williamson negó que esta fuera su intención, afirmando que «nunca me propuse hacer algo provocativo y picante».
El columnista sindicado, John Leo, dijo que la serie debería llamarse «Cuando los padres se avergüenzan», y luego escribió «El primer episodio contiene una gran cantidad de comentarios sobre los senos, los genitales, la masturbación y el tamaño del pene. Luego aparece el título y los créditos y comienza la historia». Tom Shales, de The Washington Post comentó que el creador Kevin Williamson era «el muchacho prodigio más sobrevalorado de Hollywood» y que «en lo que es brillante es complacer».
El Consejo de Televisión de Padres proclamó el programa como el peor programa de las temporadas 1997–98 y 1998-99 al ser «el más cruel de los programas de la cadena dirigidos a chicos», quejándose de «un enfoque casi obsesivo en la actividad sexual prematrimonial», referencias a la pornografía y a los condones, y la aceptación de la serie de la homosexualidad. El Consejo también lo citó como el cuarto peor programa en  2000–01. La expresidenta de UPN, Lucie Salhany criticó a The WB por transmitir Dawson's Creek que presenta «personajes adolescentes en situaciones adultas» en un horario temprano, mientras que la cadena se supone que debería ser «familiar». Sin embargo, en el extremo opuesto del espectro ideológico, la Organización Nacional de Mujeres ofreció un respaldo, considerándola como una de las series de menor explotación sexual en el aire.
A pesar de la controversia en torno a los temas de orientación sexual, la serie fue un gran éxito crítico. Antes de su estreno, San Francisco Chronicle explicó que el zumbido en torno a la serie se debió a su creador Kevin Williamson, que escribió los guiones para Scream y Scream 2 y que podría ser «uno de los hits más sonados del año». También descubrió que Dawson's Creek era pintorescamente «francamente exuberante» y que «no tiene la sensación apresurada de tantas series para adolescentes. El nerviosismo está en las situaciones, no en el ritmo». Variety escribió que era «un drama adictivo con considerable corazón [...] el equivalente adolescente de una película de Woody Allen—una especie de 'Deconstruyendo la pubertad'». The Atlanta Journal-Constitution lo llamó «el sueño de un adolescente». El Dayton Daily News enumeró Capeside como una ciudad televisiva en la que más les gustaría vivir. The Seattle Times declaró que es la mejor serie de la temporada 1997–98 y dijo que «pertenece al pequeño panteón My So-Called Life, James at 15 y en menor medida, Party of Five y Doogie Howser, M.D.».
La serie fue calificada como TV-14 por su contenido.

## Mercancías

### Bandas sonoras
El 27 de abril de 1999 , se lanzó el primer álbum de la banda sonora del drama adolescente, Songs from Dawson's Creek. Incluye a Sophie B. Hawkins, Jessica Simpson, Shooter, Heather Nova, Adam Cohen, Sixpence None the Richer, y Paula Cole, entre otros. El álbum fue un éxito comercial en los Estados Unidos y dispersó dos éxitos en las listas, "Kiss Me" y "I Don't Want to Wait". El primer volumen Songs from Dawson's Creek alcanzó el número 1 en la lista de álbumes australianos y recibió cinco certificados Platino, lo que lo convierte en el quinto álbum más vendido de 1999, mientras que el segundo también alcanzó el nivel Platino.
El 3 de octubre de 2000, se lanzó una segunda banda sonora titulada Songs from Dawson's Creek — Volume 2.

#### Posiciones
| Álbum    | Posición                      | Posición máxima |
| -------- | ----------------------------- | --------------- |
| Volume 1 | Billboard 200                 | 7               |
| Volume 1 | Billboard Top Internet Albums | 9               |
| Volume 1 | Top Canadian Albums           | 12              |
| Volume 1 | ARIA Charts                   | 1               |
| Volume 2 | U.S. Billboard 200            | 59              |

### Certificaciones
| Región               | Certificaciones | Ventas/envíos |
| -------------------- | --------------- | ------------- |
| Australia (ARIA)     | 3xPlatinum      | 210,000       |
| United States (RIAA) | Gold            | 500,000       |